# Мірхаван
Мірхаван, Мікреван, Мегреван (*д/н — 388) — цар Кавказької Албанії у 383—387 роках.

## Життєпис
Походив з династії Албанських Аршакідів. Другий син Урнайра, царя Кавказької Албанії. Після смерті старшого брата — царя Вачагана II — стає новим володарем царства. Продовжив брати участь у римо-перській війні на боці Сасанідів. У 387 році за умовами договору між Римом та Персією Кавказька Албанія отримала частину Великої Вірменії — Апшеронський півострів. Помер у 388 році. Йому спадкував родич Сатой.